# Sant’Olcese
Sant’Olcese – miejscowość i gmina we Włoszech, w regionie Liguria, w prowincji Genua.
Według danych na rok 2004 gminę zamieszkiwało 5976 osób, 284,6 os./km².